# Bandeira de Trindade e Tobago
A bandeira de Trindade e Tobago é um dos símbolos oficiais de Trindade e Tobago, um país do Caribe. Foi adotada com a independência em 1962.
O vermelho representa a 'generosidade do povo e a luz do sol', branco para 'igualdade e o mar' e preto para 'tenacidade e vocação para união'.

## Bandeiras anteriores
- Bandeira colonial de Trindade e Tobago (1889–1958)
- Bandeira colonial de Trindade e Tobago (1958–1962)